# Masquerade (Album)
Masquerade erschien als neuntes Studioalbum der deutschen Heavy-Metal-Band Running Wild im Oktober 1995. Es bildet den Auftakt einer lose zusammenhängenden Trilogie über das Thema „Gut und Böse“. Außerdem ist es das erste Album der Band, das in derselben Besetzung wie sein Vorgänger aufgenommen wurde.

## Entstehung
Die Aufnahmen fanden erneut im Horus Sound Studio in Hannover statt, diesmal wurden die Aufnahmen aber von Gerhard Wölfle gemischt. Ebenso fanden die Schlagzeugaufnahmen im Vox Studio in Bendestorf statt.
Auch bei der Gestaltung des Coverartworks wurde auf den bewährten Andreas Marschall zurückgegriffen. Das Cover präsentiert dem Albentitel entsprechend einen Politiker, einen Geistlichen und einen Offizier, die auf einem runden Tisch in einem Ritual ein humanoides Wesen erschaffen und dabei ihre Gesichter hinter Masken verborgen haben.
Das Album wurde am 30. Oktober 1995 über das Plattenlabel Noise Records veröffentlicht. Es war die letzte Zusammenarbeit mit dem traditionsreichen Label, anschließend unterzeichneten Running Wild bei GUN Records. 1999 erschien aber über Noise noch eine Neuauflage, auf der als Bonusmaterial die beiden auf dem „Death Metal“-Sampler von 1983 veröffentlichten Lieder.
Es erschienen außerdem zwei spezielle Sonderausgaben des Albums, die beide in einem Holzkasten geliefert wurden. Bei einer Fassung waren eine Flagge mit dem Bandlogo, ein Video, ein erweitertes Booklet und eine Flasche „Captain Morgan“-Rum enthalten; die andere Sonderausgabe kam ohne diese Extras aus. Außerdem erschienen limitierte Auflagen von LPs und MCs.
Zu diesem Album absolvierte die Band im Januar 1996 eine Tournee mit zehn Konzerten in Deutschland und einem in der Schweiz. Anschließend legte die Band eine Pause ein, um Ideen für das folgende Album zu sammeln.

## Titelliste
1. The Contract/The Crypts of Hades – 2:20
2. Masquerade – 4:20
3. Demonized – 4:41
4. Black Soul – 5:18
5. Lions of the Sea – 5:49
6. Rebel at Heart – 5:45
7. Wheel of Doom – 4:03
8. MetalHead – 4:57
9. Soleil Royal – 4:45
10. Men in Black – 4:36
11. Underworld – 6:15

Neuauflage 1999:
1. Iron Heads – 3:45
2. Bones to Ashes – 5:17

Alle Lieder und Texte des regulären Albums wurden von Rock 'n' Rolf geschrieben. Lediglich der Bonustrack Iron Heads wurde von Gerhard Warnecke komponiert.

## Bedeutung einiger Lieder
- Das Intro „The Contract“ schildert eine Verschwörung. Drei Männer sind bereit, sich für ihren eigenen Profit in den Dienst des Bösen zu stellen. Das Intro geht direkt in das Instrumentalstück „The Crypts of Hades“ über.
- Der Titelsong schildert, wie sich das Böse hinter „Masken“ gesellschaftlich wichtiger Positionen verstecke.
- „Demonized“ sieht die Welt aufgrund von Atomwaffen und Umweltverschmutzung vor dem Ende.
- „Lions of the Sea“ beschreibt die Bekämpfung des Bösen auf hoher See, möglicherweise durch Piraten.
- „Rebel at Heart“ beklagt, man könne in der modernen Welt mit ihren Arbeits- und Sozialverpflichtungen nur noch ideellen Widerstand gegen die Unterdrückung leisten.
- „Wheel of Doom“ sieht in religiösem Fanatismus und blindem Materialismus große Gefahren für das politisch-gesellschaftliche Gefüge und fordert den Hörer auf, dagegen vorzugehen.
- „Soleil Royal“ schildert die Zerstörung des gleichnamigen französischen Kriegsschiffes bei der Schlacht von Barfleur im Jahr 1692.
- „Men in Black“ ist ebenso den titelgebenden Regierungsagenten gewidmet, die der Legende nach Zeugen von UFOs zum Schweigen bringen sollen.
- „Underworld“ fasst sämtliche in den vorigen Songs genannten Probleme noch einmal zusammen.

## Rezeption
Erneut ernteten Running Wild für das Album gute Kritiken, aber es wurde auch der kreative Stillstand kritisiert:

„'Ne neue Scheibe von Running Wild zu besprechen ist in etwa so interessant wie ein Rendezvous mit 'ner Dauerflamme: Alles ganz nett, aber nicht mehr sonderlich aufregend. [...] Auf einen Nenner gebracht: Das Tempo wurde erhöht, das Album ist kompakt, weist aber vergleichsweise wenig Überraschungsmomente auf. [...] Die knappen neun Punkte sind im Vergleich zur Genre-Konkurrenz dennoch verdient [...].“

In kommerzieller Hinsicht konnte das Album mit seinem Vorgänger gleichziehen und erreichte in den deutschen Albencharts ebenfalls maximal Platz 54, wobei es sich 7 Wochen in den Top 100 platzieren konnte.
Auf der 2003 erschienenen Best-of-Zusammenstellung „20 Years in History“ war „Masquerade“ mit den Liedern „Lions of the Sea“ und „Black Soul“ vertreten. Langfristig im Liveprogramm konnten sich die Stücke des Albums aber nicht halten.